# Здание Черниговского отделения государственного банка
Здание Черниговского отделения государственного банка, дом купца Исаака Маркельса или Дом, где в январе 1918 года был размещён штаб Замоскворецкого Красногвардейского отряда — памятник истории местного значения в Чернигове. Сейчас в здании размещаются Черниговское городское Управление Главного управления Госсанэпидемслужбы Украины в Черниговской области, Главный государственный санитарный врач Чернигова. 

## История
Решением исполкома Черниговского областного совета народных депутатов трудящихся от 31.05.1971 № 286 дому присвоен статус памятник истории местного значения под названием Дом, где в январе 1918 года был размещён штаб Замоскворецкого Красногвардейского отряда, с помощью которого была установлена советская власть в Чернигове.  
Приказом Департамента культуры и туризма, национальностей и религий Черниговской областной государственной администрации от 12.11.2015 № 254 для памятника истории было предложено новое название — дом купца Исаака Маркельса. 
Приказом Департамента культуры и туризма, национальностей и религий Черниговской областной государственной администрации от 07.06.2019 № 223 с охранным № 3458 дому присвоен статус памятник истории местного значения под названием здание Черниговского отделения государственного банка.
На здании установлена новая информационная табличка, где памятник именуется как «Дом Черниговского отделения государственного банка».
Здание имеет собственную «территорию памятника» и расположено в «комплексной охранной зоне памятников исторического центра города», согласно правилам застройки и использования территории.  

## Описание
Здание построено во второй половине XIX века на Александровской улице (сейчас Княжая улица). Дом принадлежал Исааку Маркельсу — гласному Черниговской думы, члену городской управы, владельцу одной из крупнейших аптек в городе. 
Каменный, 2-этажный дом на цоколе, прямоугольный в плане. Фасад симметричный, главный фасад со входом направлен на северо-восток к современной Княжей улице (Кирпоноса). Главный фасад завершается тремя фронтонами, а фасад внутреннего двора завершается треугольным фронтоном. Окна прямоугольные, а окна второго этажа увенчаны чередующимися округлыми и треугольными сандриками. Южная часть фасада имеет ризалит со входом, по бокам от входа расположены полуколонны, увенчанные округлым сандриком, окно 2-этажа арочное, а по бокам пары полуколонн, которые завершаются фронтоном. Русты и пилястры (только на 2-м этаже) между окнами добавляют насыщенности фасаду здания. Фасад начиная с начала 20 века не претерпел серьёзных изменений.
«Черниговское отделение государственного банка» было создано согласно указу Сената от 31 мая 1860 года про реорганизацию государственных кредитных учреждений. 1 сентября 1895 года на Александровской улице в доме, который принадлежал Исааку Маркельсу, разместилось казначейское отделение государственного банка. Дом не соответствовал требованиям и в связи с этим в начале XX века было построено новое специальное помещение — в 1908 году для государственного банка было построено собственное здание (Княжая улица, дом № 15/7). 
В период с 19 января по 16 ноября 1918 года в доме размещался штаб Замоскворецкого Красногвардейского отряда, с помощью которого в Чернигове была установлена советская власть. В 1972 году на фасаде здания была установлена мемориальная доска штабу Замоскворецкого Красногвардейского отряда, ныне демонтирована. 
С 1920-х годов в здании размещалась чрезвычайная комиссия, затем Всероссийская чрезвычайная комиссия, позже Государственное политическое управление при НКВД. В послевоенные годы в здании разместилась санитарно-эпидемиологическая станция. Сейчас в здании размещаются Черниговское городское Управление Главного управления Госсанэпидемслужбы Украины в Черниговской области, Главный государственный санитарный врач Чернигова.